# CORE Media Group
Sony Pictures Television Nonfiction formalmente CKX, Inc.,  CORE Media Group, Industrial Media es una compañía estadounidense fundada el 7 de febrero de 2005 que posee y desarrolla contenido de entretenimiento y la propiedad intelectual.
Las letras "C" y "K" en "CKK" representan el "Contendo es el Rey", que representa el enfoque de la estrategia de negocio de la compañía para adquirir contenido establecido, y luego para mejorar, reforzar y desarrollar la comercialización de dicho contenido. La letra "X" lleva la inicial del fundador Robert F.X. Sillerman. Esta es una marca comercial de muchas empresas, tales como "SFX Entertainment" y "FXM Asset Management".

## Historia
Antes de su fundación en 2005, y durante un período de 1986 a 2002, la compañía operó una franquicia de equipo de golf, formalmente conocido como Sports Entertainment Enterprises'. En agosto de 2002 la compañía vendió sus antiguos activos. De septiembre de 2002 a febrero de 2005, la prioridad principal de la compañía fue llevar a cabo una transición con una empresa comercial.
Como resultado, se inició la construcción de una participación en los derechos de imagen del boxeador Muhammad Ali. En 2005, compró la empresa británica 19 Entertainment de Simon Fuller, quien posteriormente se unió a la junta directiva de la compañía. Con la compra, la compañía adquirió una participación mayoritaria de los derechos de la serie Idols, incluyendo American Idol y So You Think You Can Dance, así como también Pop Idol en Gran Bretaña y otras numerosas versiones internacionales. Más tarde ese mismo compró una agencia de entretenimiento, con artistas en su lista tales como Robin Williams, Billy Crystal and Woody Allen. En 2005, la compañía compró el 85% de los derechos del nombre, imagen y semejanzas de Elvis Presley, y las operaciones de Graceland, de la confianza de Lisa Marie Presley.
En 2007, Fuller y Sillerman lanzaron una oferta pública de adquisición para CKX, avaluada en $1.3 mil millones o $13.75 por acción, pero su intento fracasó debido a que su tiempo coincidió con el inicio de la crisis crediticia global.

## Acontecimientos recientes
En febrero de 2010, Sillerman renunció a CKX. Sin soltar el 21% de las acciones, comenzó trabajando con One Equity Partners en una oferta pública de adquisición avaluada en $550m - 560m. En mayo, Fuller se asoció con el exejecutivo de Barclays Capital Roger Jenkins, desarrollando la creación de un fondo de $1Bn. Proponen como su primera compra CKX, a un nivel de oferta de $600 millones. En el precio de la acción actual, CKX esta avaluada en $395 millones, con $101 millones de la deuda y $55 millones de dinero en efectivo a finales del primer trimestre de 2010.
Apollo Global Management compró la compañía el 21 de junio de 2011.
CKX fue renombrada CORE Media Group en mayo de 2012.
El 19 de noviembre de 2013, fue anunciado que CORE Media Group su participación en Elvis Presley Enterprises y Muhammad Ali Enterprises.
El 15 de mayo de 2014, Apollo y 21st Century Fox anunciaron una empresa conjunta para combinar la filial de Fox Shine Group y la filiares de Apollo Endemol y CORE Media Group.